# Courcelles-sous-Châtenois
Courcelles-sous-Châtenois – miejscowość i gmina we Francji, w regionie Grand Est, w departamencie Wogezy.
Według danych na rok 1990 gminę zamieszkiwało 75 osób, a gęstość zaludnienia wynosiła 32 osób/km² (wśród 2335 gmin Lotaryngii Courcelles-sous-Châtenois plasuje się na 970. miejscu pod względem liczby ludności, natomiast pod względem powierzchni na miejscu 1216.).